# Campeonato Mundial de Polo de 2022
El Campeonato Mundial de Polo de 2022 fue la XII edición del torneo de selecciones más prestigioso del mundo. El campeón fue la Selección de polo de España, que obtuvo su primer título, además de ser el primer campeonato para una selección europea.
Originalmente se disputaría entre el 23 al 31 de octubre de 2021 en el Empire Polo Club, en Indio, California, retornando el mundial a Estados Unidos después de 23 años, sin embargo, producto de la Pandemia de COVID-19 la Federación Internacional de Polo (FIP) comunicó que se aplazará el campeonato para el año 2022, y la sede cambió a Wellington (Florida).
Se disputó entre el 26 de octubre al 6 de noviembre de 2022, en Valiente Polo Farm, Florida, siendo las semifinales y la final en el U.S. Polo Assn.
Participaron ocho seleccionados nacionales, que pudieron alinear jugadores de entre 2 y 5 goles de hándicap, con un máximo de 14 para el equipo. Los participantes clasificaron por medio de sus respectivas zonas continentales. El campeón defensor, la selección de polo de Argentina, y la selección perteneciente a la federación organizadora (Estados Unidos), clasificaron de manera automática.

## Participantes
- Argentina
- Australia
- España
- Estados Unidos
- Italia
- México
- Pakistán
- Uruguay

## Resultados

### Resultados Grupo A
- Argentina (10) vs México (4,5)
- España (9) vs Pakistán (7,5)
- España (11) vs México (4,5)
- Argentina (13) vs Pakistán (1,5)
- Argentina (6) vs España (3,5)
- Pakistán (11) vs México (8)

### Resultados Grupo B
- Uruguay (9) vs Italia (3,5)
- Estados Unidos (9) vs Australia (4)
- Uruguay (9) vs Australia (7,5)
- Estados Unidos (7,5) vs Uruguay (7)
- Italia (8,5) vs Australia (5)
- Italia (6) vs Estados Unidos (4)

### Resultados
|  | Semifinales    | Semifinales |        |                | Final        | Final        |  |
|  |                |             |        |                |              |              |  |
|  |                |             |        |                |              |              |  |
|  | Argentina      | 8           |        |                |              |              |  |
|  | Argentina      | 8           |        |                |              |              |  |
|  | Estados Unidos | 9           |        |                |              |              |  |
|  | Estados Unidos | 9           |        | Estados Unidos | 10           |              |  |
|  |                |             |        | Estados Unidos | 10           |              |  |
|  |                |             | España | 11             |              |              |  |
|  | Uruguay        | 7           | España | 11             |              |              |  |
|  | Uruguay        | 7           |        |                |              |              |  |
|  | España         | 10.5        |        |                | Tercer lugar | Tercer lugar |  |
|  | España         | 10.5        |        |                | Tercer lugar | Tercer lugar |  |
|  |                |             |        |                |              |              |  |
|  |                |             |        |                | Uruguay      | 9            |  |
|  |                |             |        |                | Uruguay      | 9            |  |
|  |                |             |        |                | Argentina    | 7.5          |  |
|  |                |             |        |                | Argentina    | 7.5          |  |
|  |                |             |        |                |              |              |  |